# Manhattan Building (Chicago)
El Manhattan Building es un edificio de 16 pisos en 431 South Dearborn Street en Chicago, la ciudad más poblada del estado de Illinois (Estados Unidos). Fue diseñado por el arquitecto William Le Baron Jenney y construido entre 1889 y 1891. Es el rascacielos sobreviviente más antiguo del mundo que utiliza una estructura de soporte puramente esquelética. El edificio fue el primer hogar de Paymaster Corporation, y está incluido en el Registro Nacional de Lugares Históricos el 16 de marzo de 1976 y designado como Monumento de Chicago el 7 de julio de 1978.

## Arquitectura
Las distintivas ventanas en arco brindan luz a los espacios interiores del edificio, y la combinación de una fachada de granito para los pisos inferiores y una fachada de ladrillo para los pisos superiores ayuda a aligerar la carga colocada en el marco de acero interno. Las paredes norte y sur de tejas se apoyan en voladizos de acero que llevan la carga de vuelta a la estructura de soporte interna.
La versatilidad y la fuerza de la estructura de metal hicieron posible el rascacielos, como lo demuestra esta estructura, que alcanzó la entonces asombrosa altura de 16 pisos en 1891. Su arquitecto fue pionero en el desarrollo de edificios altos.

## Galería

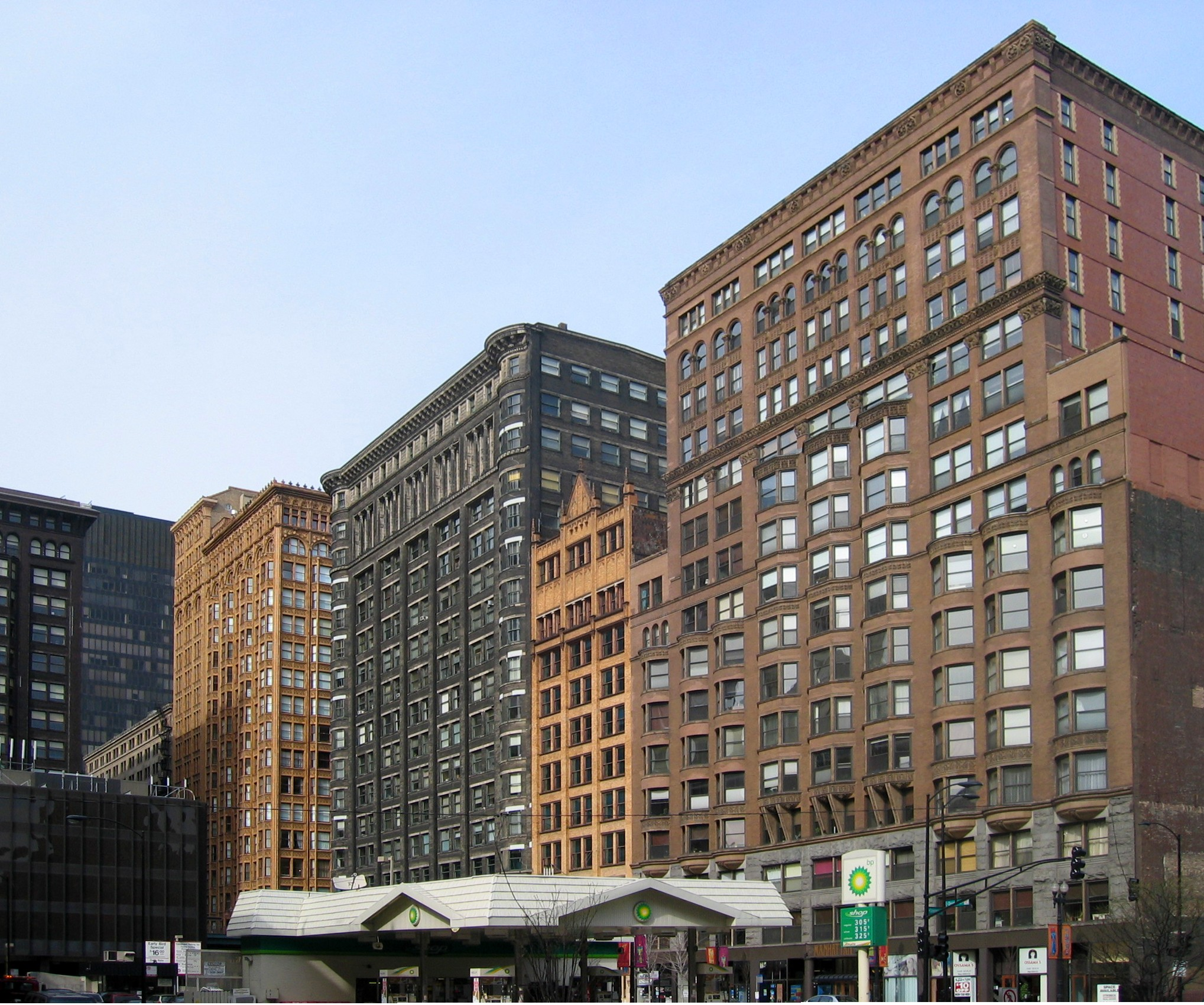
En la calle Dearborn
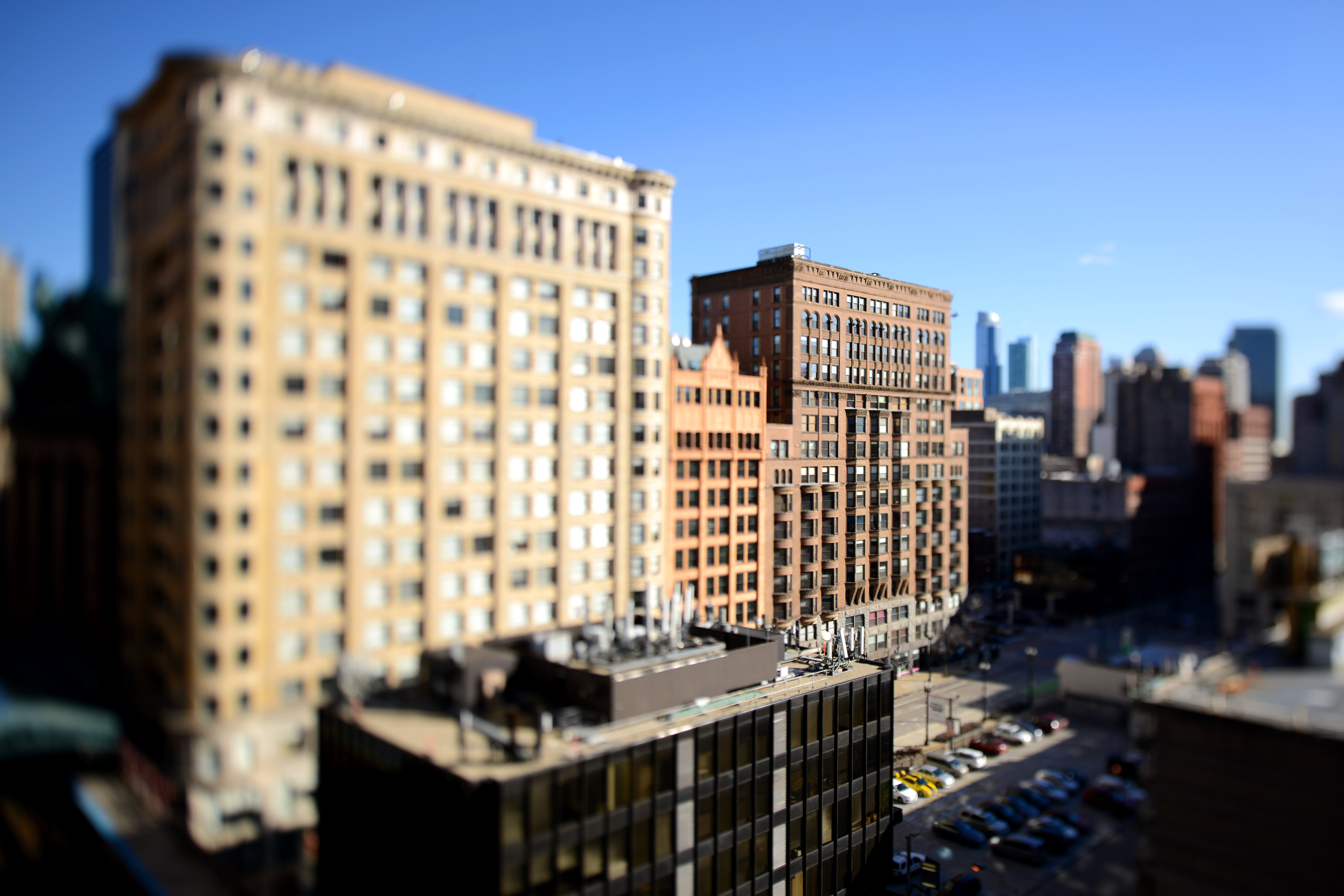
En la calle Dearborn
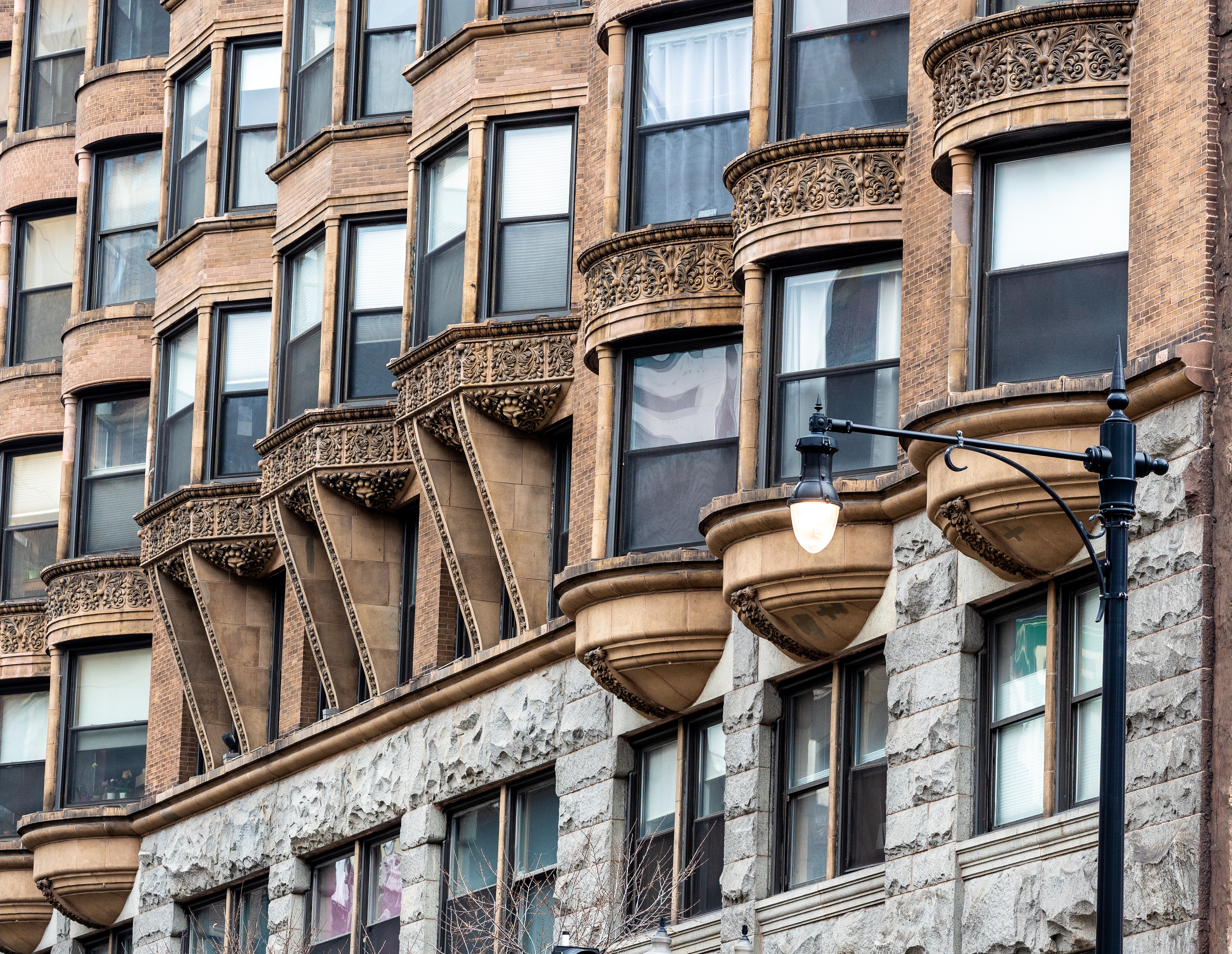
Detalle de fachada
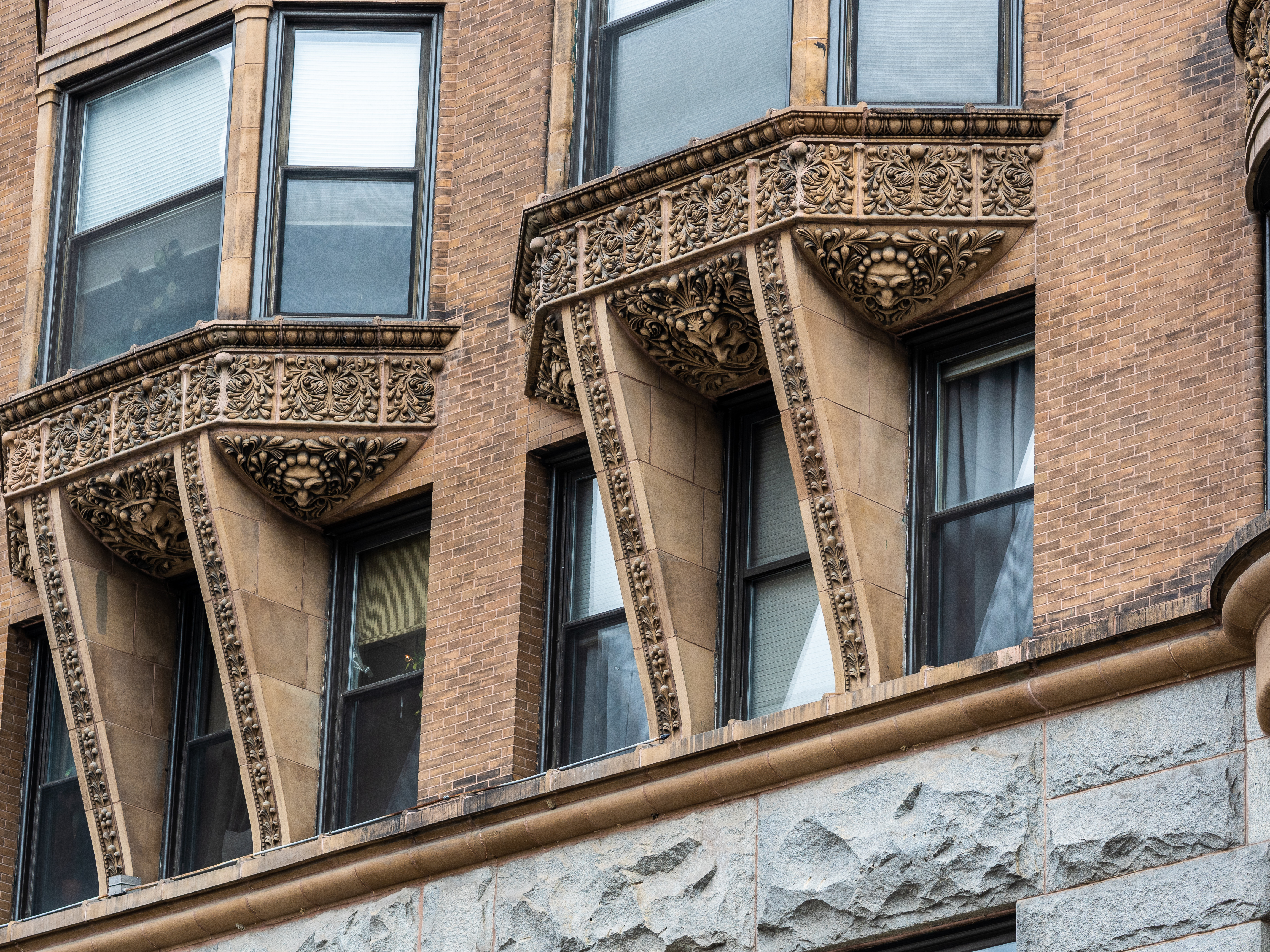
Detalle de ventana
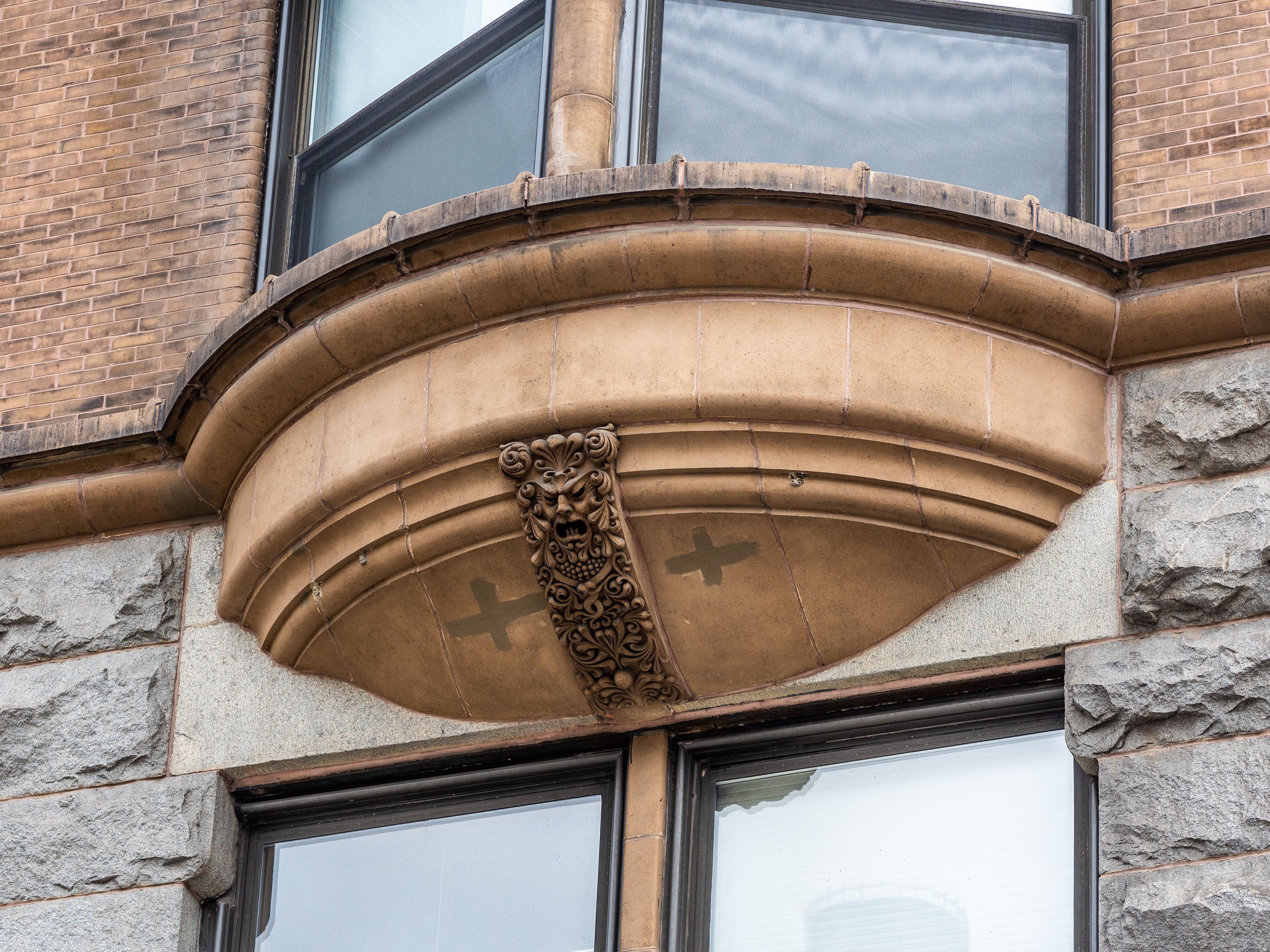
Detalle de ventana